# Kharkov KhAI-5
Kharkov R-10 (KhAI-5) là một loại máy bay ném bom và trinh sát hạng nhẹ của Liên Xô, nó được thiết kế vào giữa thập niên 1930 tại Viện hàng không Kharkov (KhAI, HAI – tiếng Nga: ХАИ), dưới sự chỉ đạo trực tiếp của Iosif Grigorevich Nyeman.

## Quốc gia sử dụng
Quân sự
 Liên Xô
- Không quân Xô viết

Dân sự
 Liên Xô
- Aeroflot

## Biến thể
- R-10 – Phiên bản sản xuất của KhAI-5
- KhAI-5bis – Phiên bản cải tiến của R-10/KhAI-5 (còn gọi là KhAI-51), 1 mẫu bay thử vào đầu năm 1939.
- KhAI-52 – Phiên bản sản xuất của KhAI-51.

## Tính năng kỹ chiến thuật

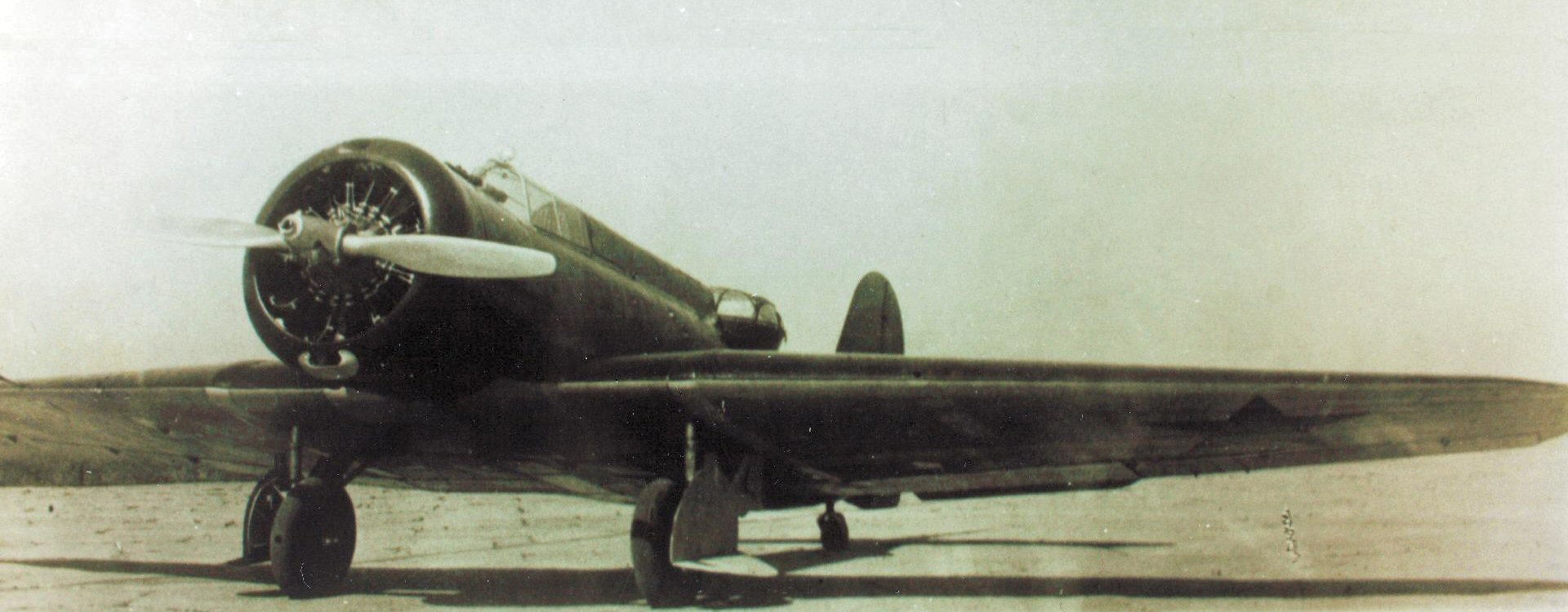
R-10

Dữ liệu lấy từ 
Đặc tính tổng quan
- Kíp lái: 2
- Chiều dài: 9,3 m (30 ft 6 in)
- Sải cánh: 12,2 m (40 ft 0 in)
- Diện tích cánh: 26,8 m2 (288 foot vuông)
- Trọng lượng rỗng: 1.823 kg (4.019 lb)
- Trọng lượng có tải: 2.515 kg (5.545 lb)
- Sức chứa nhiên liệu: 260 kg (573 lb) nhiên liệu + 30 kg (66 lb) dầu
- Động cơ: 1 × Shvetsov M-25 (chế tạo theo giấy phép của loại Wright SGR-1820-F-3 Cyclone) , 531 kW (712 hp)

Hiệu suất bay
- Vận tốc cực đại: 350 km/h (217 mph; 189 kn) trên mực nước biển

388 km/h (241 mph) trên độ cao 2,500 m (8 ft)
- Vận tốc hạ cánh: 125 km/h (78 mph)
- Tầm bay: 1.450 km (901 mi; 783 nmi)
- Trần bay: 7.700 m (25.262 ft)
- Thời gian lên độ cao: 1,000 m (3 ft) trong 2 phút 24 giây

5,000 m (16 ft) trong 12 phút
- Khoảng cách cất cánh: 250 m (820 ft)
- Khoảng cách hạ cánh: 230 m (755 ft)

Vũ khí trang bị

- Súng:
- 3 x súng máy ShKAS 7,62 mm (0,300 in)
- Bom: 6 bom 50 kg (110 lb) FAB 50